# Plumbata

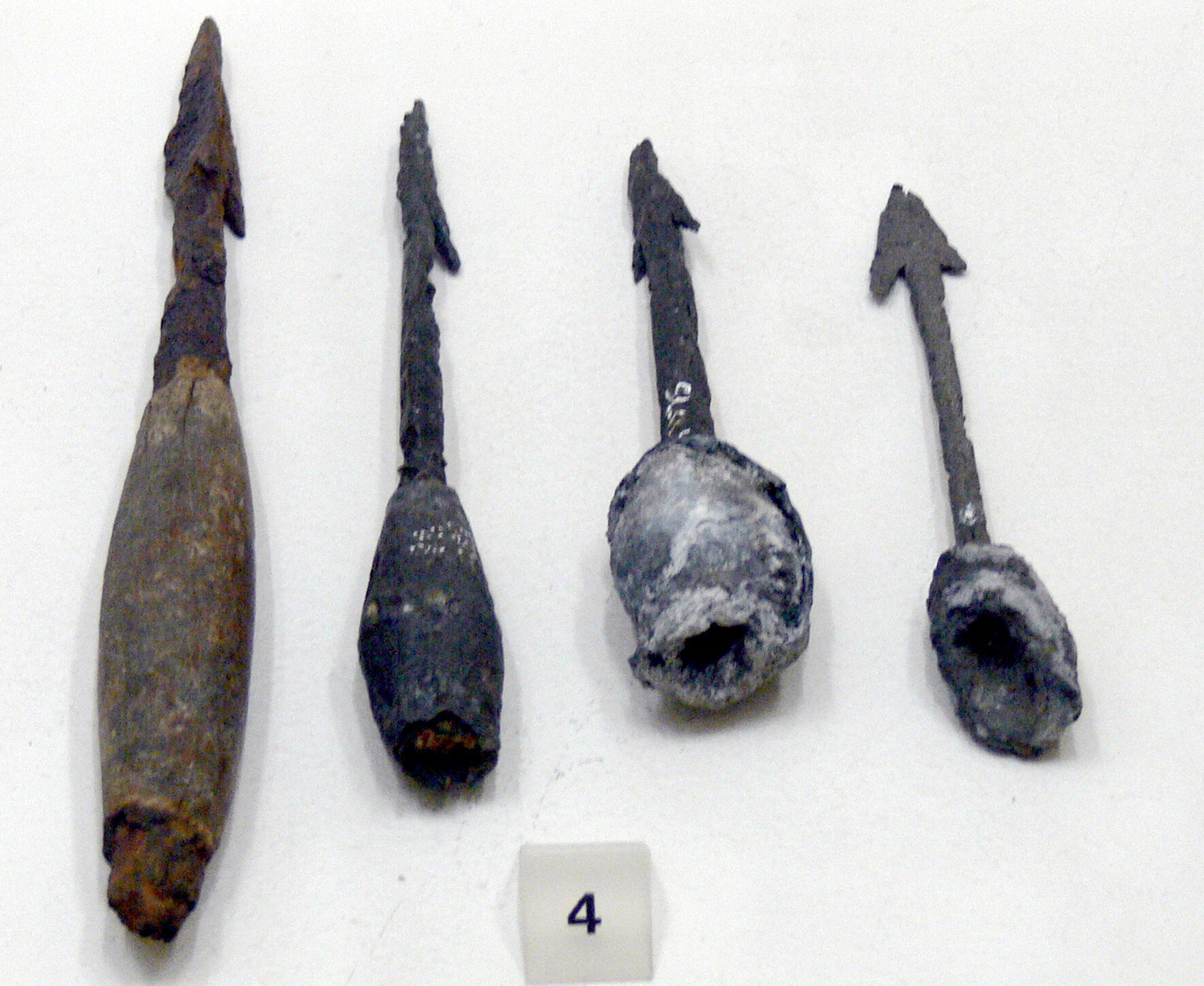
Museum Lauriacum: Plumbata (4./5. Jhdt.)

Die Plumbata (Plumbatae) (von lateinisch plumbum für Blei) oder auch Mattiobarboli war ein leichter, kurzer Wurfspeer, der in der Antike in der römischen Legion verwendet wurde.

## Beschreibung und Verwendung
Die Bezeichnung dieser Waffe wird in dem spätantiken Militärhandbuch Epitoma Rei Militaris des Vegetius Renatus überliefert. Der unbekannte Autor der Schrift De Rebus Bellicis liefert sogar eine – allerdings nach mittelalterlichen Vorstellungen angefertigte – Abbildung. Die Plumbata vom Typ 1 ähnelte einem großen Wurfpfeil und bestand aus einem hölzernen Schaft, auf dem eine dreikantige Eisenspitze mit Widerhaken befestigt war. Typ 2 hatte eine vierkantige, bolzenartige, Typ 3 eine linsenförmige und Typ 4 eine dreiflügelige Spitze (Einteilung nach Theodor Völling). In der Mitte des Speers war ein schweres Bleigewicht angebracht, das die Durchschlagskraft erhöhen und die Flugbahn gerade halten sollte. Am hinteren Ende des Speers waren zur Flugbahnstabilisierung drei bis vier Holz- oder Lederflügel angebracht.
Ähnlich wie das Verutum wurde auch die Plumbata von leichtbewaffneten Speerwerfern verwendet. Diese kleinen Speere konnten pro Mann gut am Gürtel oder zu fünft im Schild getragen und so viele davon mit auf das Schlachtfeld genommen werden. Als Waffe diente sie vor allem den Ferentarii. Gegen Reiter war die Plumbata eine besonders effektive Waffe, da ihre Pferde eine große Angriffsfläche boten.

## Geschichte
Frühe Variationen der Plumbata waren schon in den Heeren der griechischen Stadtstaaten um 500 v. Chr. gebräuchlich. In die römische Legion kam sie durch die punischen Kriege. In der Spätantike gewannen sie wegen der erhöhten Feindeszahl an Reitern immer mehr an Bedeutung. Sie wurde auch in der Völkerwanderung von germanischen Stämmen benutzt und hielt sich in Variationen bis ins Mittelalter. Vor allem im Oströmischen Reich, das später Byzantinisches Reich genannt wurde, wurde die Plumbata bis ins Spätmittelalter verwendet.
Funde von Plumbatae gibt es sowohl am Balkan als auch im heutigen Deutschland in Haltern aus dem 3. Jahrhundert n. Chr. Die Metallspitze bei diesem Fund ist 11,8 cm lang. Insgesamt sind 70 Exemplare bekannt. Etwa die Hälfte von ihnen gehört dem Typ 1 an.